# Densitat electrònica
En mecànica quàntica, i en particular en química quàntica, la densitat electrònica és una mesura de la probabilitat d'un electró d'ocupar un element infinitesimal al voltant d'un punt donat. La densitat és una quantitat escalar que depèn de tres variables d'espai.
En química quàntica s'usa la nomenclatura ρ(r) i en física quàntica n(r). La densitat es defineix a partir de la funció d'ona normalitzada de N-electrons. La densitat electrònica determina la funció d'ona fins a un factor de fase. En aquesta relació es basa la formulació de l'equació de Schrödinger anomenada «teoria del funcional de la densitat».